# Rudraige mac Sithrigi
Rudraige (fl. III-II secolo a.C.) figlio di  Sithrige, fu un leggendario re supremo d'Irlanda del II o III secolo a.C.
La dinastia degli Ulaid si fa risalire a lui.
Prese il potere dopo aver ucciso il predecessore Crimthann Coscrach. Regnò per trenta o settanta anni. Gli succedette Innatmar.

## Fonti
- Seathrún Céitinn, Foras Feasa ar Éirinn 1.30
- Annali dei Quattro Maestri M4911-4981